# Megami Magazine
A Megami Magazine (メガミマガジン; Hepburn: Megami Magajin) japán bisódzso anime és videójáték szereplőkkel foglalkozó havilap. Ismert számos posztere, kitűzői és a szócikkekben megjelenő hatalmas képeiről. 2007 nyarától kezdve a Digital Manga Publishing megjelenteti a magazin általuk legjobbnak tartott részeit az Egyesült Államokban.

## Lásd még
- Megami Bunko